# Klepec (přírodní památka)
Klepec I., II. je přírodní památka v okrese Kolín ve Středočeském kraji. Tvoří ji dvě oddělené lokality (Klepec I. a Klepec II.) na vrcholu a severním úbočí vrchu Klepec (358 m n. m.) mezi vesnicemi Skřivany a Limuzy. Předmětem ochrany je doklad selektivního zvětrávání říčanské žuly.

## Historie
Původ slova Klepec pochází z holandského slova klippe. Ve 14. století toto slovo převzali Němci a vznikl název Klëp, jehož překlad znamenal „svislé skály“. Výška vrchu Klepec byla poprvé změřena na přelomu let 1851 a 1852, kdy byla stanovena na 187,71 pařížských sáhů, kdy 1 sáh činí 1,83 metrů, tudíž jeho výška byla stanovena na 343,51 m n. m. Rozloha území činí 7,4785 ha. Přírodní památka byla rozdělena na dvě oddělená území Klepec I. a Klepec II.
Pro zachování vzhledu skalních útvarů byl Klepec v roce 2000 klasifikován na přírodní památku nebo prvek dle IUCN.

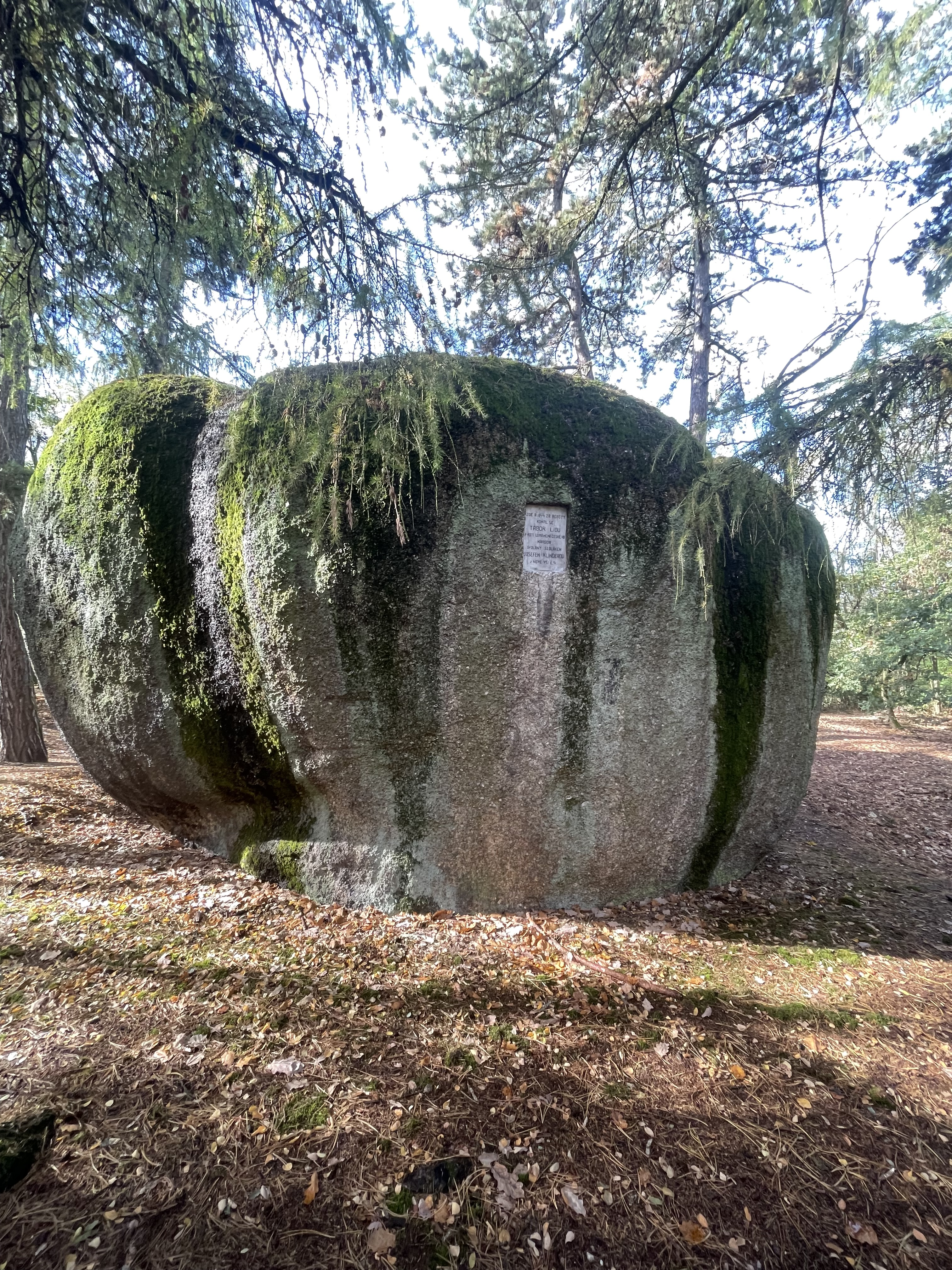
Fůra sena na Klepci II.

## Přírodní poměry
Přírodní památka Klepec leží na východě Středočeského kraje v okrese Kolín.  Klepec I. náleží katastrálnímu území Přišimasy, zatímco Klepec II. obci Tismice. Celková rozloha ochranného pásma je 11,431 hektaru.

### Geologie

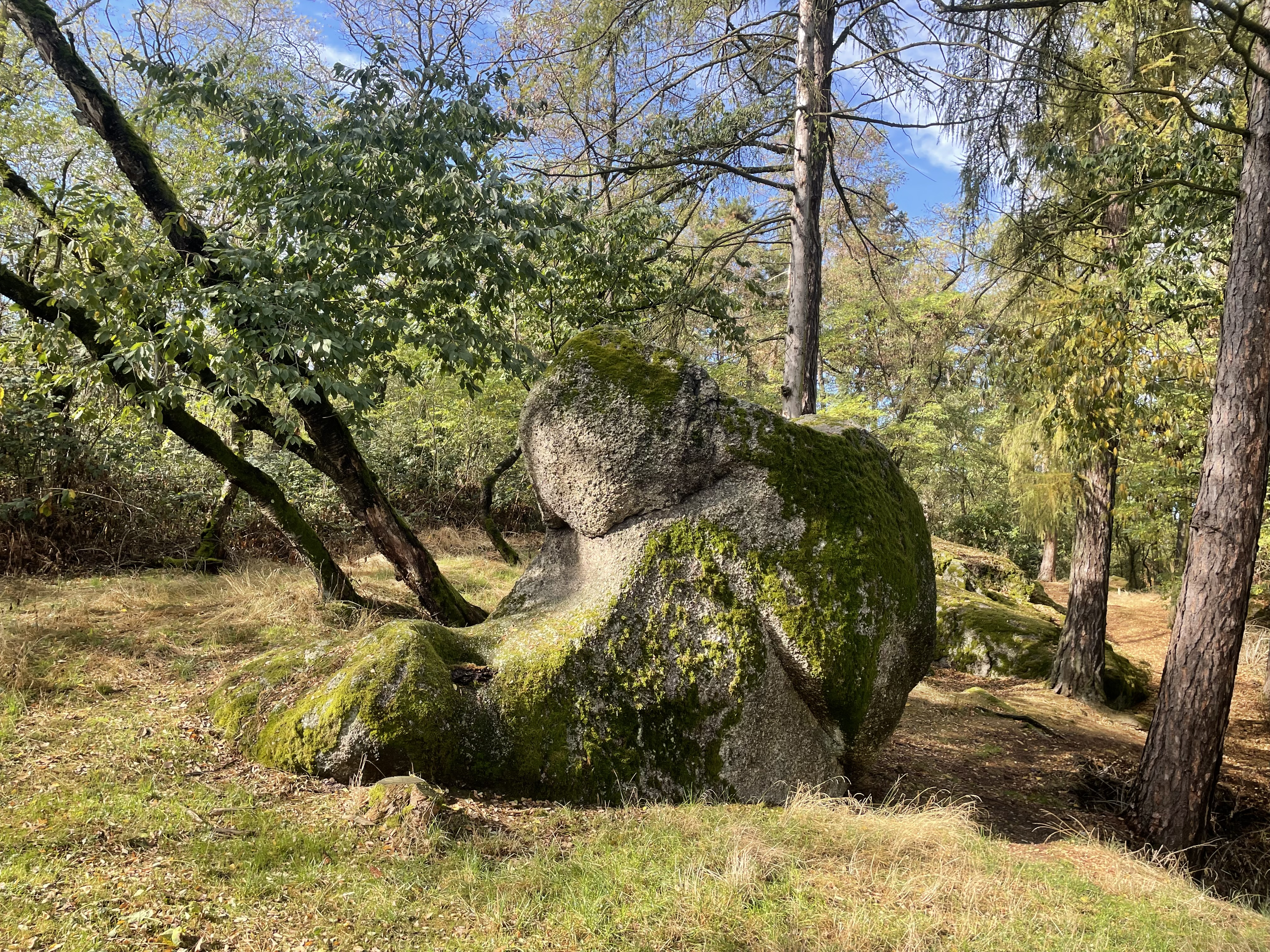
Šplíchalův kočár

Nalezneme tu již zmiňovaný geologický jev, kdy docházelo ke zvětrávání hrubozrnné říčanské žuly. Klepec se nachází v moldanubiku v Českém masivu. Jsou to hlubinné granitoidní horniny. Horniny se skládají ze dvou velkých a několika malých plutonických komplexů. Klepec spadá konkrétně do Středočeského plutonu v moldanubiku. Spadá tam oblast táhnoucí se od Českého Brodu směrem k Blatné. Tyto horniny vznikly hercynským vrásněním. 
Vyvřelina, která se zde nachází je v závěrečné fázi vzniku rozsáhlého magnetického tělesa, kterým je Středočeský pluton. Tento pluton vznikal během prvohor. V třetihorách následovalo stejnoměrné uspořádání jednotlivých minerálů v hornině a intenzivního chemického zvětrávání a poté ve čtvrtohorách probíhal odnos zvětralin tzv. eroze, díky které dnes můžeme pozorovat tzv. kamenné stádo. Většina balvanů má na svém vrcholu vzácné skalní misky s odtokovými kanálky.
Na okraji vrchu Klepec I. leží největší žulový skalní útvar zvaný Slouha, který měl poslední přeměnu v roce 1920, kdy byla do Slouhy vsazena pamětní deska obětem první světové války, zejména občanům spojených s obcí Přišimasy. Slouha dosahuje výšky 8 metrů, dlouhý je taktéž 8 metrů a jeho šířka činí 3 metry. V 19. století měl kolem sebe Slouha menší obklopující skaliska, kterým lidé přezdívali „stádo ovcí“. Ty však byly v roce 1843 rozbity na kvádry a štěrk kameníkem Michálkem s dělníky, kteří je dali k použití na Císařskou silnici z Prahy do Kolína a na stavbu železného mostu v Praze a Poděbradech. Dnes roste ze severní strany Slouhy menší smíšený les.
V lokalitě Klepec II. se nachází balvan nazývaný Stoh slámy, který dosahuje výšky 4 metrů a jeho průměr činí 3 metry. Hmotnost Stohu slámy byla odhadnuta na 432 tun. Na vrcholu tohoto balvanu se nacházejí skalní misky, které jsou spojovány s pohanskými obřady.

### Geomorfologie
Skalní útvar v lokalitě Klepec I. se nazývá Slouha a skála v lokalitě Klepec II. se jmenuje Fůra sena nebo Stoh slámy. Ovšem tyto skalní útvary říčanské žuly, které v sobě obsahují živec nejsou jedinými. Nalezneme zde vyvřelinu s názvem Umyvadlo, Obří záda nebo také Šplíchalův obrácený kočár, který má v sobě dva vrty a jednu stranu uměle vyhlazenou. 

### Pedologie
Přírodní památka Klepec je obklopena zemědělskou půdou a lesními pozemky. Půdy jsou zde mírně bohaté na živiny. 

### Flora
Všude kolem zvětralé říčanské žuly roste smíšený les. Hojně rostoucími původními dřevinami jsou borovice lesní (Pinus sylvestris) a bříza bělokorá (Betula pendula). Mezi další hojně zastoupené dřeviny řadíme trnovník akát (Robinia pseudacacia), borovici černou (Pinus nigra) a modřín opadavý (Larix decidua), ovšem tyto dřeviny nejsou původní.
Keřové patro tvoří bez černý (Sambucus nigra) a růže šípková (Rosa canina).
Bylinné patro v této oblasti je poměrně chudé. Nalezneme zde především byliny rostoucí v mírně bohatých půdách. Můžeme zde vidět např.: kakost smrdutý (Geranium robertianum), vlaštovičník větší (Chelidonium majus), kerblík lesní (Anthriscus sylvestris), kopřiva dvoudomá (Urtica dioica) a ostružiník (Rubus sp.). 

### Fauna
Klepec je významnou lokalitou pro některé ochranářsky významné živočichy. Z bezobratlých zde nalezneme zlatohlávka tmavého (Oxythyrea funesta), čmeláka hájového (Oxythyrea funesta) a čmeláka rolního (Bombus pascuorum).
Mezi další ohrožené živočichy, které můžeme v této lokalitě spatřit, patří ještěrka obecná (Lacerta agilis), užovka obojková (Natrix natrix) a čolek obecný (Lissotriton vulgaris).
Z ptačí říše zde nalezneme lejska šedého (Muscicapa striata), lejska bělokrkého (Ficedula albicollis), ťuhýka obecného (Lanius collurio) a krutihlava obecného (Jynx torquilla). 

## Ochrana přírody
Ochrana zde probíhá z důvodu výskytu žulových balvanů, které jsou dokladem selektivní eroze. Předmět ochrany spadá pod definici předmětu ochrany dle zřizovacího předpisu zvláště chráněného území.
Cílem ochrany je zachování zvětralin a zabránění zarůstání rostlinami rostoucích v okolí balvanů. Cíl se považuje za splněný, je-li dodržen odstup dřevin 2 metry od balvanů. Druhým cílem je zamezení lidského zásahu na zvětralinách.

## Přístup

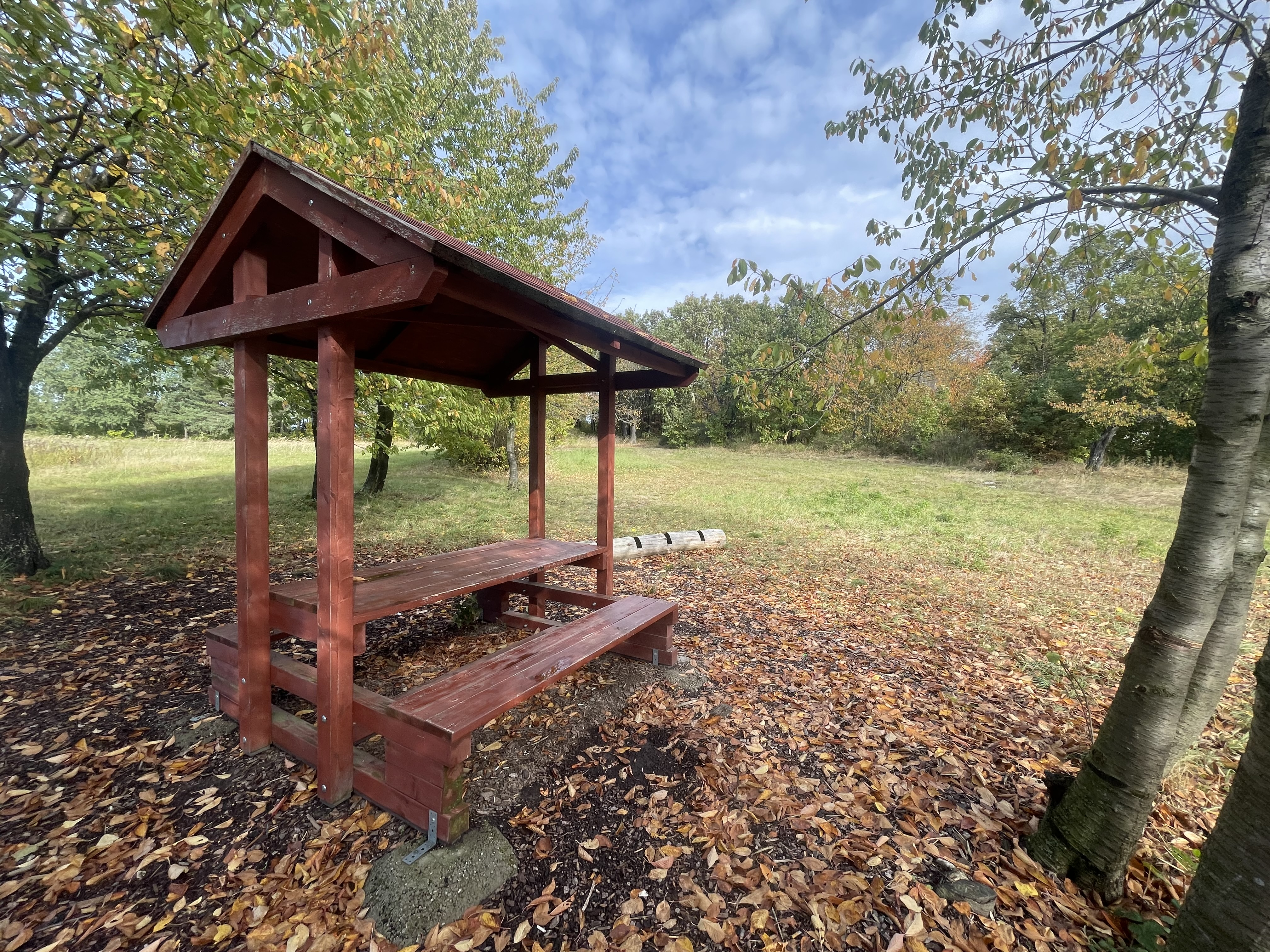
Posezení u vrchu Klepec I.

Chráněné území je přístupné po žlutě značené turistické trase ze Skřivan do Limuz.